# Uniunea Federaliștilor Europeni
Uniunea Federaliștilor Europeni (UFE) este o organizație non-guvernamentală pan-europeană ce reunește militanții pentru edificarea unei Europe federale. A fost creată în 1946 printre primii săi animatori numărîndu-se Alexandre Marc, Denis de Rougemont, Altiero Spinelli, Henri Frenay ș.a. UFE este o componentă activă a Mișcării Europene. Sediul secretariatului Uniunii Federaliștilor Europeni este la Bruxelles iar limbile de lucru sînt engleza, franceza și germana. Funcția de președinte al Uniunii Federaliștilor Europeni o deține politicianul britanic Andrew Duff, fost deputat in Parlamentul European (1999 - 2009).